# عبدالله البطاط
عبدالله البطاط (انگلیسی: Abdullah Al-Battat؛ زادهٔ ۳ ژانویهٔ ۱۹۸۸) یک بازیکن فوتبال اهل قطر است.